# این یک دادگاه نیست
این یک دادگاه نیست یک مجموعه تلویزیونی محصول سال ۱۳۷۹ به کارگردانی اصغر توسلی،  است که از شبکه تهران پخش شد.

## بازیگران
- پژمان بازغی
- رضا بنفشه‌خواه
- اسفندیار یگانه
- بابک نوری
- پردیس افکاری
- توران قادری
- جمشید شاه‌محمدی
- حسن کاخی
- حسن مهمانی
- حمید شفیع‌زاده
- زهره صفوی
- سحر صباغ‌سرشت
- سیامک اشعریون
- شهنام شهابی
- علی رامز
- فاطمه طاهری
- فریده سپاه‌منصور
- کاوه آهنگر
- کیوان فردوسی
- کیومرث ملک‌مطیعی
- محسن قاضی‌مرادی
- ناهید مسلمی
- مجید مهین دوست